# John Addington Symonds

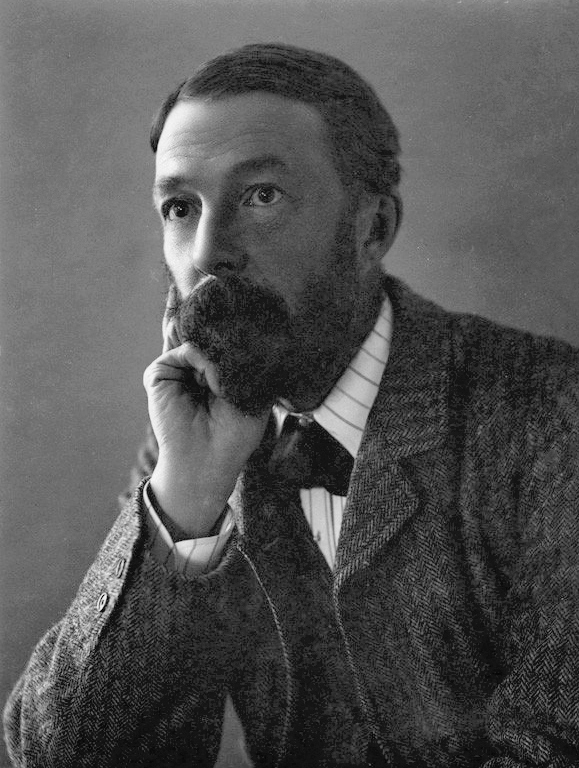
John Addington Symonds

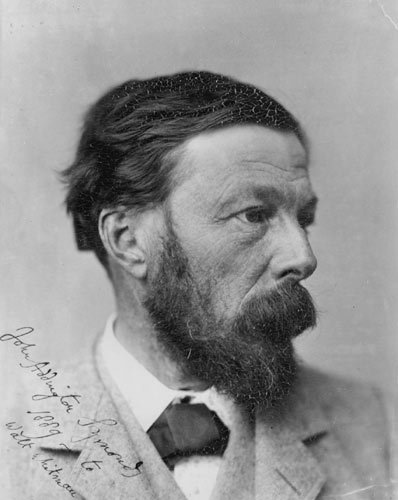
John Addington Symonds, Bild für Walt Whitman, datiert 1889

John Addington Symonds (* 5. Oktober 1840 in Bristol; † 19. April 1893 in Rom) war ein englischer Autor, Lehrer und Literaturkritiker und Kunsthistoriker, bekannt für Arbeiten über die Renaissance. Symonds war ein früher Verfechter der homosexuellen Liebe und befürwortete die gleichberechtigte gleichgeschlechtliche Beziehung („l’amour de l’impossible“).

## Leben
Symonds’ Vater war John Addington Symonds (1807–1871), der Autor von Criminal Responsibility (1869), The Principles of Beauty (1857) und Sleep and Dreams (2. Auflage 1857). 
Nach seiner Schulausbildung an der Harrow School studierte er an der University of Oxford. Er bekam 1860 den ersten Preis im Mods-Wettbewerb der Universität. Für das Gedicht The Escorial erhielt Symonds im gleichen Jahr den Newdigate Prize. 1862 bekam er eine 1 in Literae Humaniores und wurde 1863 Sieger des Chancellor’s English Essay. Im Vorjahr war er schon zum Fellow des konservativen Magdalen College gewählt worden. Dort freundete sich Symonds mit C. G. H. Shorting an, einem Schüler, den er auch unterrichtete. Als Symonds sich jedoch weigerte, sich für Shortings Zulassung zum Magdalen College einzusetzen, schrieb sein Schüler einen Brief an die Verwaltung des Colleges, in dem er behauptete, Symonds habe ihn „bei der Hofierung des Chorknaben Goolden unterstützt“, teile die „Neigungen“ des Schülers und gehe „auf dem gleichen krummen Weg“. Obwohl Symonds von jeglichem Fehltritt freigesprochen wurde, erwies sich die Auseinandersetzung als so belastend für ihn, dass er erkrankte und in die Schweiz reiste.

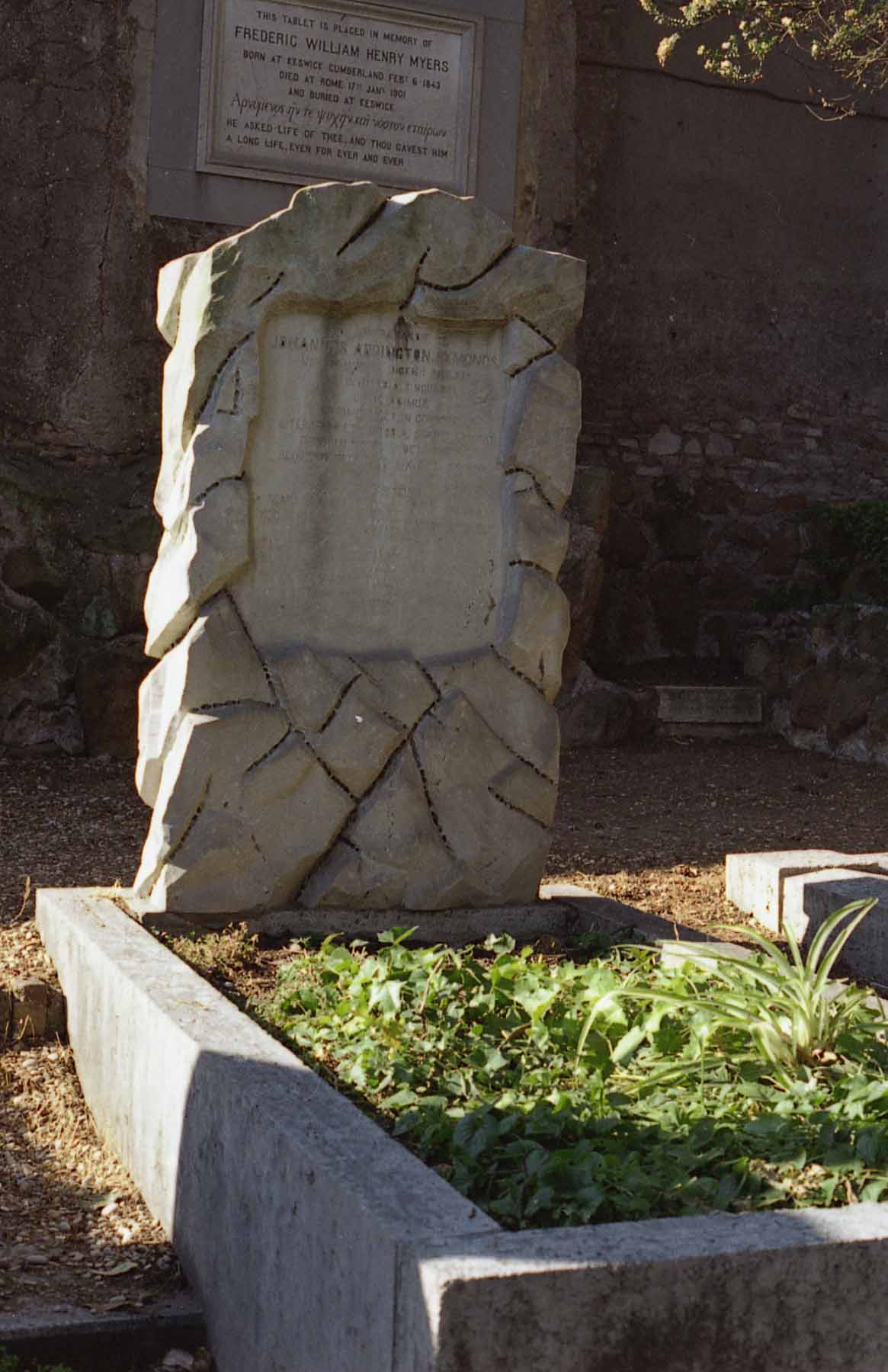
Symonds Grab in Rom

Nach seiner Rückkehr aus der Schweiz heiratete Symonds am 10. November 1864 in Hastings Janet Catherine North, die jüngere Schwester der Malerin Marianne North. Er hatte Catherine in der Schweiz kennengelernt und sich mit ihr in den Bergen verlobt. Nach seiner Hochzeit lebte er mit ihr in London und bekam mit ihr 2 Töchter, Katherine Furse und Margaret Symonds. Er beabsichtigte Rechtswissenschaften zu studieren, aber seine Gesundheit erlaubte es ihm nicht und zwang ihn zu weiteren Kuraufenthalten. So kehrte er nach Clifton zurück, wo er Vorträge hielt, sowohl am College als auch an Damenschulen. Ergebnisse dieser Arbeit sind die Introduction to the Study of Dante (1872) und die Studies of the Greek Poets (1873–1876). 1868 lernte er in Clifton Norman Moor kennen, einen Schuljungen, der nach Oxford wollte und sein Schüler wurde. Die beiden verliebten sich. Mit dem Schüler hatte Symonds eine „päderastische“ Beziehung, die vier Jahre dauerte. Er reiste mit ihm nach Italien und in die Schweiz. Während dieser Zeit verfasste Symonds Gedichte, die er 1880 in seinem Werk New and Old: A Volume of Verse veröffentlichte.
Zwischenzeitlich arbeitete Symonds an seinem Hauptwerk Renaissance in Italy, das in sieben Auflagen zwischen 1875 und 1886 erschien. Die Renaissance wurde ein Hauptthema im Werk Symonds’. Während seiner schriftstellerischen Arbeit erkrankte er ernstlich. Da das schweizerische Davos Platz seiner Gesundheit zuträglich war, entschloss er sich, dort zu leben. Das Gemälde Our Life in the Swiss Highlands von 1891 zeigt sein dortiges Leben. Symonds wurde Bürger der Stadt und schloss neue Freundschaften. In Davos entstanden die meisten seiner Bücher: Biographien von Percy Bysshe Shelley (1878), Philip Sidney (1886), Ben Jonson (1886) und Michelangelo (1893), verschiedene Ausgaben von Gedichten und Essays und eine Übersetzung der Autobiographie von Benvenuto Cellini (1887). In Davos beendete Symonds auch seine Studien über die Renaissance, für die er bekannt ist. Sein Interesse an Italien war seine Passion, und während jener Jahre wohnte er im Herbst im Haus des Freundes Horatio F. Brown am Zattere in Venedig. Symonds starb in Rom und wurde in der Nähe von Shelley auf dem Protestantischen Friedhof in Rom beerdigt.

## Nach Symonds’ Tod
Seine Papiere, Dokumente und autobiographischen Aufzeichnungen hatte Symonds dem Autor Brown überlassen, der 1895 eine umfangreiche Biographie über Symonds schrieb. Havelock Ellis druckte zwei Texte von Symonds in Sexual Inversion, das 1896 zuerst in der deutschen Übersetzung von Hans Kurella erschien. Edmund Gosse veröffentlichte die Autobiographie, nachdem er homoerotische Inhalte entfernt hatte. 1926, als Gosse in den Besitz der Dokumente von Symonds gelangte, vernichtete er diese mit Ausnahme der Memoiren. Zwei seiner Werke, der Essayband In the Key of Blue und eine Monographie über Walt Whitman, wurden im Todesjahr Symonds’ publiziert.
Robert Louis Stevenson beschrieb Symonds in seinem Werk Opalstein of Talks and Talkers als
“the best of talkers, singing the praises of the earth and the arts, flowers and jewels, wine and music, in a moonlight, serenading manner, as to the light guitar.”

## Homosexualität in den Werken von Symonds
Aufgrund der gesellschaftlichen Tabus der viktorianischen Zeit in England war es Symonds verwehrt, offen über seine sexuelle Orientierung zu sprechen. In seinen schriftstellerischen Werken war es ihm hingegen möglich, über Homosexualität zu schreiben. In The Meeting of David and Jonathan (1878) schreibt Symonds zum Beispiel, als Jonathan David trifft:
“in his arms of strength / [and] in that kiss / Soul into soul was knit and bliss to bliss”.
Am Ende von Symonds’ Lebens war die sexuelle Orientierung in viktorianischen Literatur- und Kulturzirkeln bekannt. Symonds schrieb einen der ersten Essays in England zur Verteidigung von Homosexualität: A Problem in Greek Ethics (1883), gefolgt von einem Essay A Problem in Modern Ethics (1891), das Vorschläge enthielt, die Strafbarkeit von Homosexualität aufzuheben.
Die Essays von Symonds wurden von vielen homosexuellen Autoren in jener Zeit im Untergrund gelesen und weiter heimlich veröffentlicht. Einige seiner persönlichen Werke und Briefe wurden im späten 20. Jahrhundert veröffentlicht und sind von großem Interesse für Historiker, die sich mit der sexuellen Kultur der viktorianischen Zeit in England und Einzelschicksalen auseinandersetzen. Insbesondere die Briefe von 1889 bis 1893 sind hierbei von hohem Interesse.

## Bibliografie
- The Renaissance. An Essay (1863)
- Miscellanies by John Addington Symonds, M.D. Selected and Edited with an Introductory Memoir, by His Son (1871)
- Introduction to the Study of Dante (1872)
- Studies of the Greek Poets (2 Bände; 1873, 1876)
- Renaissance in Italy (7 Bände; 1875–86)
- Shelley (1878)
- Sketches in Italy and Greece (1879)
- Sketches and Studies in Italy (1879)
- Animi Figura (1882)
- Sketches in Italy (1883)
- A Problem in Greek Ethics (1883)
- Shakespere's Predecessors in the English Drama (1884)
- New Italian Sketches (1884)
- Wine, Women, and Song. Medieval Latin Students' Songs (1884)
- Autobiography of Benvenuto Cellini (1887; Übersetzung)
- A Problem in Modern Ethics (1891)
- mit Margaret Symonds: Our Life in the Swiss Highlands (1892)
- Essays: Speculative and Suggestive (1893)
- In the Key of Blue (1893)
- The Life of Michelangelo Buonarroti (1893)
- Walt Whitman. A Study (1893)
- mit Havelock Ellis: Das konträre Geschlechtsgefühl (1896; englische Ausgabe 1897 als Sexual Inversion)